# Христо Бакърджиев
Христо Георгиев Бакърджиев е български архитект.

## Биография
Роден е на 18 февруари 1928 г. в село Лисово, област Хасково. Завършва средното си образование в Пловдив, след което завършва двугодишни курсове в Строителния техникум „Христо Ботев“ в София, специалност Архитектура. През 1954 г. е приет в Инженеро-строителния институт в София и през 1959 г. се дипломира. Започва работа в Проектантска организация – Пазарджик. През 1961 г. се завръща в Пловдив и постъпва в Проектантската организация. От 1962 г. е главен специалист в Градски народен съвет – Пловдив, а по-късно заместник главен архитект до 1965 г. Работи в Тунис, където е проектант в Българското проектантско бюро „Булгарпраже“ на „Техноекспортстрой“ – София. През 1969 г. започва работа в Строително-монтажен комбинат, а от 1971 до 1985 г. е ръководител-колектив в Териториална проектантска организация – Пловдив.
Негово дело са обществени сгради и централните градски ядра в Пловдив, Сливен, Пазарджик, Смолян и Хасково. Награждаван е с отличия и грамоти за високи творчески успехи.
Умира на 20 май 1985 г. в Пловдив.
Личният му архив се съхранява във фонд 2432 в Държавен архив – Пловдив. Той се състои от 77 архивни единици от периода 1928 – 2000 г.